# Brasil Vita
João Brasil Vita (São Paulo, 3 de mayo de 1922 - São Paulo, 11 de marzo de 2017) fue un abogado y político brasileño.  Ocupó la alcaldía de São Paulo por cinco días en 1973 luego de la salida de José Carlos Figueiredo Ferraz.
Vinculado a los grupos políticos de Jânio Quadros y Paulo Maluf, fue concejal de la Cámara Municipal por diez mandatos consecutivos entre 1959 y el año 2000 representando al Partido Laborista Brasileño, Alianza Renovadora Nacional, Partido Democrático Social y Partido Progresista Brasileño. 